# تکو، فرانسه
تکو، فرانسه (به فرانسوی: Técou) یک کامین در فرانسه است که در Canton of Cadalen واقع شده‌است.

## خصوصیات
تکو ۱۹٫۴۰ کیلومترمربع مساحت و ۷۶۹ نفر جمعیت دارد و ۲۴۰ متر بالاتر از سطح دریا واقع شده‌است.